# The Jakarta Method
The Jakarta Method — книга американского журналиста и писателя Винсента Бевинса, изданная в 2020 году. Описывает участие правительства США в массовых убийствах коммунистов со времен холодной войны до настоящего времени. Название является отсылкой к массовым убийствам в Индонезии в 1965—1966 годах, в ходе которых было убито около миллиона человек в попытке уничтожить политических левых и подавить движение за политическую реформу в стране.
В книге также описывается применение стратегии массовых убийств в Латинской Америке, Азии и других странах. Кампания политических убийств в Индонезии была настолько успешной в борьбе с левацкими движениями, что термин «Джакарта» позже использовался для обозначения подобных действий, реализованных другими авторитарными режимами при содействии Соединенных Штатов.

## Оценки
По данным агрегатора литературных обзоров Lit Hub, книга получила в основном «восторженные» отзывы.
LSE Review of Books хвалит «Джакартский метод» как прекрасную книгу, хорошо проработанную и тщательно написанную, в которой «удается собрать воедино события, которые часто были относительно неизвестны за пределами академических или активистских кругов».
Критик Дэниел Ларисон в своей статье для The American Conservative хвалит «Джакартский метод» как «исключительный» в его «беспристрастном, фактическом» прочтении истории. Ларисон также хвалит Бевинса за качественное «отслеживание использования тактики» за пределами Индонезии, изучение того, как эти исторические события возникли в контексте международных отношений, повлияли на более поздние антикоммунистические диктатуры в Латинской Америке и продолжают влиять на социальные и политические события в мире.
Гидеон Рахман из Financial Times включил книгу в свой список лучших книг о политике 2020 года.